# ويليام هينيسي
ويليام هينيسي (بالإنجليزية: William Hennessy)‏ هو مصارع ‏ أمريكي، (ولد في فيتشبورغ في الولايات المتحدة 1872 – 1938 م).

## وصلات خارجية
- ويليام هينيسي على موقع أوليمبيديا (الإنجليزية)